# Paweł Hur
Paweł Hur, né le 10 avril 1918 à Kyiv et mort le 7 septembre 1994 à Lincoln, est un aviateur.

## Biographie
Il participe à la Bataille d’Angleterre dans le 301 Escadron après avoir terminé l’École militaire d’aviation de Dęblin. 
L'avion Wellington IV GR-P (Z1386) a été abattu par la défense antiaérienne dans la nuit du 5 au 6 août 1942, alors qu’il effectuait une mission de minage des eaux côtières dans la région de Lorient, et s’est écrasé en mer. Paweł Hur fut fait prisonnier de guerre par les Allemands. Les personnes ayant combattu à ses côtés lors de la bataille de Wellington ont été inhumées à Lorient. 
Après la guerre, il s’est installé à Lincoln en Angleterre. 
Le 11 novembre 1966, Paweł Hur, en tant que pilote du 301e Escadron, fut décoré collectivement de l’Ordre Virtuti Militari. 
Paweł Hur est le fils de Bazyli Hur et de Marianna Siedzik. Il est le petit-fils de Paweł Siedzik (11.11.1861 - 20.07.1912) et d’Aniela Siedzik née Kiejno (1872-1951), ainsi que le cousin paternel de Danuta Siedzikówna et de Wiesława Korzeń.
[réf. nécessaire].

## Distinctions et décorations
- Virtuti Militari – Croix d’Argent (5e classe)
- Croix de la Vaillance, décernée quatre fois
- Médaille de l’armée de l’air polonaise